# Astrid Varnay
Ibolyka Astrid Maria Varnay (Estocolmo, Suecia, 25 de abril de 1918 - Múnich, Alemania, 4 de septiembre de 2006) fue una soprano dramática, hija de padres húngaros (la soprano María Javor y el tenor Alexander Varnay), que centró su actividad en los Estados Unidos y Alemania. Cantó en 2000 representaciones y la apodaron la Callas del norte.

## Biografía
Su padre fue, además, empresario teatral y fundó la Ópera Cómica de Oslo, Noruega, donde a menudo cantaba la célebre soprano wagneriana Kirsten Flagstad. La familia vivió en Argentina y luego se estableció en Nueva York, donde Alexander falleció a los 35 años. Su madre se volvió a casar con el tenor Fortunato de Angelis.

### El Metropolitan Opera
A instancias de Flagstad, la estudiante Astrid preparó roles de soprano con especial dedicación a los personajes wagnerianos con el director y preparador Hermann Weigert (1890-1955), con quien se casó en 1944. Hizo su debut escénico en el Metropolitan Opera como Siglinda en una sensacional representación radiada de La valquiria, junto al legendario Lauritz Melchior como Sigmundo, el 6 de diciembre de 1941 (justo la víspera del ataque japonés a Pearl Harbor), sustituyendo a la famosa Lotte Lehmann. Seis días más tarde sustituiría a otra gran wagneriana, Helen Traubel, en la misma ópera, pero en el rol de Brünnhilde.
En 1947 debutó en el teatro Colón de Buenos Aires como Brünhilde en una tetralogía dirigida por Erich Kleiber y secundada por Max Lorenz, Set Svanholm, Emanuel List, Herbert Janssen y Rose Bampton. Se sucedieron los debuts europeos: Covent Garden en 1948 como Isolda, y Florencia como Lady Macbeth en 1951 seguidos por Berlín, Múnich y Düsseldorf.

### Bayreuth
En 1951 debutó como Brünnhilde en el Festival de Bayreuth. Fue una de las favoritas de Wieland Wagner, nieto del compositor y revolucionario director escénico, quien resumió su talento con la frase «Para qué quiero un árbol en escena cuando tengo una Astrid Varnay».  En Bayreuth interpretó casi todos los roles femeninos de Wagner: Senta, Ortrud, Venus, Kundry, Isolde, Brünnhilde, Sieglinde, Gutrune, la tercera Norna, con excepción de Eva, Elisabeth y Elsa, que cantó en otros teatros. En ese festival wagneriano cantó durante 17 temporadas consecutivas —desde 1951 a 1967— junto a colegas de la talla de Hans Hotter, Hermann Uhde, Josef Greindl y el tenor chileno Ramón Vinay. El estilo de Varnay se caracterizó por una intensidad vocal y actuación de inusitada entrega, integrando junto a Martha Mödl el equipo de sopranos dramáticas más importante del festival hasta la llegada de la sueca Birgit Nilsson, considerada la sucesora de Kirsten Flagstad. Su última actuación en el teatro de los festivales fue como Brünnhilde, el 23 de agosto de 1967, dirigida por Otmar Suitner

### Múnich y mezzosoprano
En 1963 fue nombrada Kammersänger de la Ópera de Baviera en Múnich, donde residió desde 1959. 
Además de Wagner, Varnay fue una magnífica intérprete de las óperas de Richard Strauss, en especial Elektra, Salomé, la Nodriza de Die Frau ohne Schatten y la Mariscala de El caballero de la rosa. También abordó con éxito Fidelio de Beethoven, Santuzza de Cavalleria rusticana y varias heroínas de Verdi. Actuó mayormente en Múnich, Viena, Salzburgo, Zúrich, Düsseldorf y Stuttgart.
En 1969 pasó al registro de mezzosoprano, desde el cual volvió a hipnotizar audiencias con su fiereza expresiva. Los roles de carácter se sucedieron y Varnay fue Herodías —que interpretó 236 veces—, Kostelnicka, Kabanicha, Mamma Lucia, Mother Goose, Leocadia Begwick (con el que retornó al Metropolitan Opera en 1974), la condesa de La dama de picas, de Chaicovski, y especialmente la Klytämnestra de Elektra. En 1981 interpretó este personaje en el film Elektra, de Götz Friedrich, protagonizado junto a Leonie Rysanek y dirigido por Karl Böhm. 
La reunión en un escenario del terceto Birgit Nilsson, Leonie Rysanek y Astrid Varnay como Elektra, Chrysotemis y Klytämnestra, respectivamente, fue un acontecimiento cada vez que se presentaron en Viena, Múnich o París.
Fue muy apreciada en la Ópera Estatal de Baviera, en Múnich, ciudad en la que residió la mayor parte de su vida y donde cantó centenares de representaciones. Allí se despidió de los escenarios en 1995, a los cincuenta y cinco años de su debut neoyorquino. Había cantado más de cien veces Elektra, Isolda, Brunnhilde y Ortrud, 121 veces Klytamnestra y 236 el papel de Herodias.
En 1998 publicó sus memorias tituladas 55 años en cinco actos (Fifty-Five Years in Five Acts: My Life in Opera; en alemán se llamó Hab'mir's gelobt).
Astrid Varnay murió en Múnich, a los 88 años de edad, el 4 de septiembre de 2006, donde fue enterrada en el cementerio del bosque de Perlacher.

## Discografía seleccionada
- Janacek. Jenufa (Kostelnicka). Hillebrecht, Varnay, Cox, Cochran. Rafael Kubelik, Orquesta de la Ópera de Baviera. 1970

- Strauss. Die Frau ohne Schatten (Amme). Bjoner, Nilsson, Varnay, King, Fischer Dieskau. Wolfgang Sawallisch. Múnich 1976

- Strauss. Elektra (Elektra). Varnay, Höngen, Wegner, Schöffler. Fritz Reiner, Orquestra del Met. 1952

- Strauss. Elektra (Elektra). Varnay, Mödl, Hillebrecht, Wächter. Herbert von Karajan, Filarmónica de Viena. 1964

- Strauss. Elektra (Klytämnestra). Nilsson, Rysanek, Varnay, Sotin. Karl Böhm, París. 1975

- Strauss. Elektra (Klytämnestra). Rysanek, Varnay, Ligendza, Fischer-Dieskau. Karl Böhm, Filarmónica de Viena. 1981 (DVD)

- Strauss. Salome (Salome). Varnay, Braun, Patzak, Klose, Hopf. Hermann Weigert, Orquesta de la Ópera de Baviera. 1953

- Strauss. Salome (Herodias). Anja Silja, Wächter, Stolze, Varnay, Wunderlich. Zdenek Kosler, Orquesta de la Ópera de Viena. 1965

- Verdi. Macbeth (Lady Macbeth). Petrov, Varnay, Penno, Tajo. Vittorio Gui. Florencia, 1951.

- Wagner. Der fliegende Holländer (Senta). Hotter, Varnay, Nilsson. Fritz Reiner, Orquesta del Met. 1950

- Wagner. Der fliegende Holländer (Senta). Uhde, Varnay, Traxel, Lustig. Keilberth. Festival de Bayreuth 1954

- Wagner. Der Ring des Nibelungen (Brünnhilde). Hotter, Varnay, Windgassen, Neidlinger, Greindl. Krauss, Festival de Bayreuth 1953

- Wagner. Der Ring des Nibelungen (Brünnhilde). Hotter, Varnay, Windgassen, Vinay, Neidlinger. Keilberth, Festival de Bayreuth 1955

- Wagner. Der Ring des Nibelungen (Brünnhilde). Hotter, Varnay, Windgassen, Neidlinger. Knappertsbusch, Festival de Bayreuth 1956

- Wagner. Lohengrin (Ortrud). Windgassen, Steber, Varnay, Uhde, Adam. Joseph Keilberth. 1953

- Wagner. Lohengrin (Ortrud). Windgassen, Nilsson, Varnay, Uhde, Adam. Eugen Jochum, Festival de Bayreuth. 1954

- Wagner. Lohengrin (Ortrud). Thomas, Silja, Varnay, Vinay, Crass, WOlfgang Sawallisch. Festival de Bayreuth. 1962

- Wagner. Parsifal (Kundry). Svanholm, Varnay, Hotter, London. Fritz Stiedry, Orquesta del Met. 1954

- Wagner. Tristan e Isolda (Isolde). Vinay, Varnay, Malaniuk, Neidlinger, Weber. Eugen Jochum, Festival de Bayreuth. 1953

- Wagner. Die Walküre (Sieglinde). Melchior, Varnay, Schorr, Traubel, Thorborg, Kipnis. Erich Leinsdorf, Orquesta del Met. 1941